# Васильевка (Черлакский район)
Васильевка — исчезнувшая деревня в Черлакском районе Омской области. Входила в Южно-Подольское сельское поселение. Упразднена в 1979 г.

## История
Основана в 1910 году. В 1928 г. посёлок Васильевский состоял из 102 хозяйств. Центр Васильевского сельсовета Крестинского района Омского округа Сибирского края.

## Население
По переписи 1926 г. в посёлке проживало 485 человек (236 мужчин и 249 женщин), основное население — украинцы.